# Maror (judaisme)

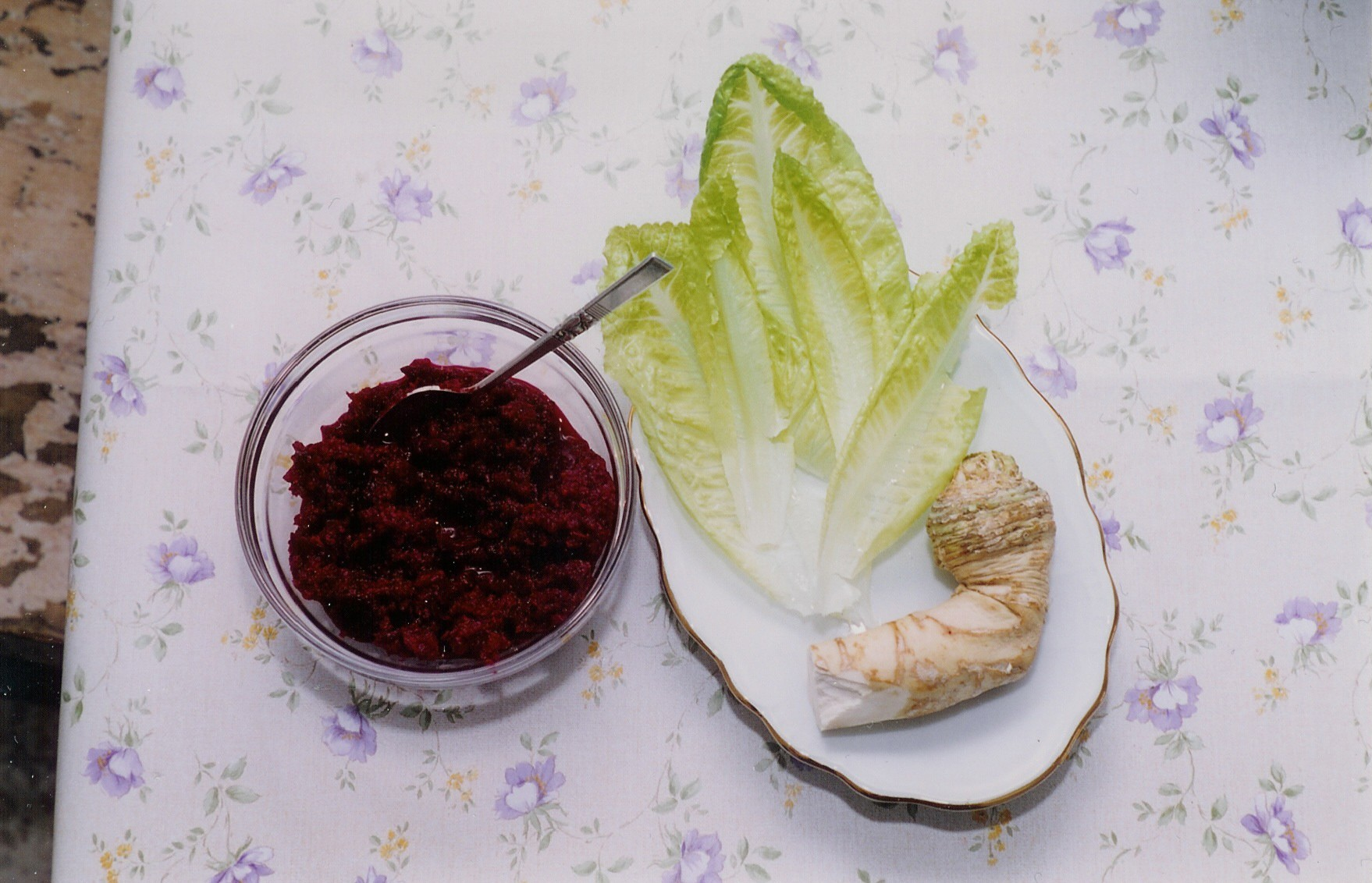
Rave picant barrejat amb remolatxa i sucre (jrein), arrel de rave picant (chazeret) i una fulla d'enciam romà (maror).

La maror (מָרוֹר), és una herba amarga que sol ser servida en les celebracions del Séder de Pessa'h. La paraula deriva etimològicament de la paraula hebrea: מרור, que vol dir "amarg". La maror forma part de la kearà, el plat del séder.

## Simbolisme
D'acord amb l'Hagadà, un text tradicional que es recita durant el séder i que defineix les costums i les formes durant el séder de Pessa'h, la maror simbolitza l'amargor de l'esclavatge en l'antic Egipte. Els següents versicles de la Torà fan destacar aquest simbolisme: 
"I ells van amargar (וימררו) les seves vides amb el dur treball, amb l'elaboració del morter i els maons, i amb tota sort de treballs en el camp, qualsevol treball realitzat ells el feien esforçadament" (Èxode 1:14).
Les herbes amargues formen part de la kearà (el plat del séder de pessa'h) i se situen en dues posicions en el plat, la primera posició és anomenada chazeret (en hebreu: מרור) consisteix en l'arrel d'un rave picant (Armoracia rusticana), a vegades l'arrel del rave es ratllada i barrejada amb remolatxa (Beta vulgaris) i sucre, per fer una pasta vermella anomenada Jrein, la segona posició és anomenada maror (en hebreu: חזרת) consisteix normalment en la fulla d'un enciam romà. L'enciam (Lactuca sativa) es fa servir pel requeriment anomenat korech, quan l'enciam s'ingereix juntament amb les matzot. Existeixen molts costums sobre la col·locació dels ingredients en el plat del séder de pessa'h.

## Característiques
Només certes herbes específiques es consideren acceptables per la maror, especialment aquelles de sabor amarg. Les més comunes són les verdures tals com el rave i l'enciam romà. Altres verdures possibles són les endívies i la xicoia, tots dos esmentats explícitament en la Mixnà. És de notar que gairebé totes elles pertanyen a la família de les plantes Asteràcies. Quan es fan servir els raves, es preparen crus i ratllats, sense que se'ls hi afegeixi cap mena de saboritzant o ingredient. Fins i tot alguns consideren que barrejar els raves amb la remolatxa per canviar el color a vermell no és acceptable. Quan es fa servir un enciam romà, s'ha de tenir la cura de netejar-lo bé de qualsevol insecte. Algunes autoritats esmenten que un enciam ordinari o la xicoia (utilitzada pels samaritans) poden ser també acceptables per la maror.

## Costum sobre la taula del Séder
Durant el séder de Pessa'h, Cada persona prendrà un cazait (una quantitat mínima prescrita) de maror i la untarà amb el charoset, no gaire per no anul·lar el sabor amarg de la maror, i després dirà la benedicció: Al Ajilat Maror. La halacà (la llei jueva) prescriu la mínima quantitat de maror que ha de ser ingerida per complir amb la mitsvà (un kayazit que literament significa: la massa d'una oliva) i la quantitat de temps en què ha de ser ingerida.